# Мексика на летних Олимпийских играх 1952
Мексика принимала участие в Летних Олимпийских играх 1952 года в Хельсинки (Финляндия) в седьмой раз за свою историю, и завоевала одну серебряную медаль. Сборная страны состояла из 64 спортсменов (61 мужчина, 3 женщины).

## Медалисты
| Медаль  | Спортсмен      | Вид спорта    | Дисциплина     |
| ------- | -------------- | ------------- | -------------- |
| Серебро | Хоакин Капилья | Прыжки в воду | Мужчины, вышка |